# Psilalcis eubostryx
Psilalcis eubostryx är en fjärilsart som beskrevs av Eugen Wehrli 1953. Psilalcis eubostryx ingår i släktet Psilalcis och familjen mätare. Inga underarter finns listade.